# Microporella rogickae
Microporella rogickae är en mossdjursart som beskrevs av Winston, Hayward och Thomas Craig 2000. Microporella rogickae ingår i släktet Microporella och familjen Microporellidae. Inga underarter finns listade i Catalogue of Life.